# Céré-la-Ronde
Céré-la-Ronde è un comune francese di 447 abitanti situato nel dipartimento dell'Indre e Loira nella regione del Centro-Valle della Loira.

## Monumenti e luoghi d'interesse
- Castello di Montpoupon

## Società

### Evoluzione demografica
Abitanti censiti